# Андзюліс Кестутіс Юргісович
Кестутіс Юргісович Андзюліс (лит. Kęstutis Andziulis, рос. Кестутис Юргиович Андзюлис; 24 травня 1929, с. Лайкішкяй, сучасний Йонавський район, Каунаський повіт, Литва — 8 травня 2007, Каунас) — радянський футбольний суддя, спортивний журналіст. Член Спілки журналістів Литви. Один з найкращих футбольних суддів Радянського Союзу 1960-х років. Суддя всесоюзної категорії (1965), арбітр ФІФА (1965, перший футбольний рефері з Литви, що отримав міжнародну категорію). До списку найкращих футбольних суддів СРСР потрапляв 9 разів.
Представляв місто Каунас. До списку найкращих футбольних суддів СРСР потрапляв 9 разів: 1961, 1962, 1963, 1964, 1965, 1968, 1969, 1970, 1974. У ранзі головного судді обслуговував три фінали Кубка СРСР. Загалом у вищій лізі провів 161 гру (1961—1976).
Журналіст, працював у газеті «Каунаська правда». Автор низки книг.
Донька Нерінґа (1951 р. н.).